# Нова Демба (гміна)
Гміна Нова Демба (пол. Gmina Nowa Dęba) — місько-сільська гміна у східній Польщі. Належить до Тарнобжезького повіту Підкарпатського воєводства.
Станом на 31 грудня 2011 у гміні проживало 18683 особи.

## Територія
Згідно з даними за 2007 рік площа гміни становила 142.52 км², у тому числі:
- орні землі: 35.00%
- ліси: 46.00%

Таким чином, площа гміни становить 27.41% площі повіту.

## Населення
Станом на 31 грудня 2011:
| Опис     | Загалом | Загалом | Чоловіки | Чоловіки | Жінки | Жінки |
| -------- | ------- | ------- | -------- | -------- | ----- | ----- |
| одиниця  | осіб    | %       | осіб     | %        | осіб  | %     |
| все      | 18683   | 100     | 9085     | 48.63    | 9598  | 51.37 |
| міське   | 11568   | 100     | 5579     | 48.23    | 5989  | 51.77 |
| сільське | 7115    | 100     | 3506     | 49.28    | 3609  | 50.72 |

## Сусідні гміни
Гміна Нова Демба межує з такими гмінами: Баранув-Сандомерський, Боянув, Майдан-Крулевський.